# Класификација водоземаца
Класа водоземаца - Amphibia подељена ја на три поткласе:
1. поткласа лисамфибија (Lissamphibia)
2. поткласа лабиринтодонција (Labyrinthodontia)
3. поткласа лептоспондили (Leptospondyli)
Поткласе лабиринтодонција и лептоспондили обухватају само фосилне организме и често се означавају заједничким називом стегоцефалија. 

## Данашњи водоземци(Lissamphibia)
Ова поткласа подељена је на три реда:

1. ред репати водоземци (Urodela или Caudata)
подред криптобранхоидеа Cryptobranchoidea
породица криптобранхиде (Cryptobranchidae) 
врста Cryptobranchus alleganiensis
породица хинобииде (Hynobiidae) 
врста: Batrachurperus pinchonii
подред саламандроидеа Salamandroidea 
породица амбистоматиде (Ambystomatidae)
врста: Ambystoma opacum
породица амфиумиде (Amphiumidae) 
врста: Amphiuma means
породица дикамтодонтиде (Dicamptodontidae) 
врста: Dicamptodon tenebrosus
породица плетодонтиде (Plethodontidae) 
врста: Plethodon cinereus
породица протеиде (Proteidae)
врста: човечија рибица (Proteus anguinus)
породица риакотритониде (Rhyacotritonidae)
врста: Rhyacotriton variegatus
породица саламандриде (Salamandridae) 
род даждевњаци (Salamandra)
врсте: шарени даждевњак (Salamandra salamandra)
црни даждевњак (Salamandra atra)
род мрмољци, тритони (Triturus)
врста: алпски, планински тритон (Triturus alpestris)
врста: мали, обични тритон (Triturus vulgaris)
врста: велики тритон (Triturus cristatus)
подред сиреноидеа (Sirenoidea)
породица сирениде (Sirenidae) 
врста: Siren lacertina
2. ред жабе – Anura:
подред археобатрахија (Archaeobatrachia):
породица аскафиде (Ascaphidae)
врста Ascaphus truei
породица бомбинаториде (Bombinatoridae)
врста црвенотрби мукач, ватрена жаба (Bombina bombina)
врста жутотрби мукач, (Bombina variegata)
породица дискоглосиде (Discoglossidae)
врста: Discoglossus galganoi
породица леиоплематиде Leiopelmatidae)
врста Leiopelma hochstetteri
подред мезобатрахија (Mesobatrachia)- обухвата 6 породица, 21 род, 168 врста 
породица мегофриде (Megophryidae)
врста Megophrys nasuta
породица пелобатиде (Pelobatidae)
врста чешњарка, жаба чешњача (Pelobates fuscus)
породица пелодитиде (Pelodytidae, Bonaparte, 1850)
врста:Pelodytes punctatus
породица пипиде (Pipidae,Gray, 1825 )
врста Hymenochirus boettgeri
породица ринофриниде (Rhinophrynidae, Гинтер, 1859)
врста: Rhinophrynus dorsalis
породица скафиоподиде (Scaphiopodidae,Cope, 1865)
врста Spea hammondii
подред необатрахија (Neobatrachia) обухвата 21 породицу са више од 5.000 врста 
породица алофриниде (Allophrynidae, Goin, Goin, and Zug, 1978)
врста Allophryne ruthveni
породица амфигнатодонциде (Amphignathodontidae,Boulenger, 1882)
род Gastrotheca
породица артролепиде (Arthroleptidae,Mivart, 1869) 
врста Arthroleptis tanneri
породица брахицефалиде (Brachycephalidae, Гинтер, 1858)
врста Brachycephalus didactylus
породица краставе жабе, крастаче (Bufonidae,Gray, 1825)
врсте: обична, шумска крастава жаба (Bufo bufo)
зелена крастава жаба (Bufo viridis)
породица центролениде (Centrolenidae, Тејлор, 1951)
врста Hyalinobatrachium colymbiphyllum
породица дендробатиде (Dendrobatidae,Cope, 1865)
врста Dendrobates leucomelas
породица хелеофриниде (Heleophrynidae,Noble, 1931)
врста Heleophryne natalensis
породица хемизотиде (Hemisotidae,Cope, 1867)
врста Hemisus marmoratus
породица хилиде (Hylidae,Rafinesque, 1815)
врста: гаталинка, жаба крекетуша (Hyla arborea)
врста: Вајтова гаталинка (Litoria caerulea)
породица хиперолииде (Hyperoliidae, Лоран, 1943)
врста Leptopelis vermiculatus
породица лептодактилиде (Leptodactylidae, Вернер, 1896)
врста Eleutherodactylus marnockii
породица мантелиде (Mantellidae, Лоран, 1946)
врста Mantella aurantiaca
породица микрохилиде (Microhylidae, Гинтер, 1858)
врста Hypopachus variolosus
породица миобатрахиде (Myobatrachidae,Schlegel In Gray, 1850)
врста Mixophyes fasciolatus
породица назикабатрахиде (Nasikabatrachidae,Biju & Bossuyt, 2003)
врста Nasikabatrachus sahyadrensis
породицажабе у ужем смислу (Ranidae,Rafinesque, 1814)
врста: велика барска жаба (Rana ridibunda)
врста: зелена жаба (Rana esculenta)
врста: велика зелена жаба (Rana catesbeiana)
породица ракофориде (Rhacophoridae, Хофман, 1932)
врста Rhacophorus malabaricus
породица ринодерматиде (Rhinodermatidae,Bonaparte, 1850)
врста Rhinoderma darwinii
породица сооглосиде (Sooglossidae,Noble, 1931)
врста Sooglossus gardineri
3. ред безноги водоземци - Apoda (Gimnophiones)
породица ринатрематиде (Rhinatrematidae) - 2 рода са 9 врста
породица ихтиофииде (Ichthyophiidae) - 2 рода, 39 врста
породица уреотифлиде(Uraeotyphlidae) - 1 род, 5 врста
породица сколекоморфиде (Scolecomorphidae) - 2 рода, 6 врста
породица тифлонектиде Typhlonectidae) - 5 родова, 13 врста
породица цецилииде (Caeciliidae) - 26 родова, 99 врста